# Židé v Belgii

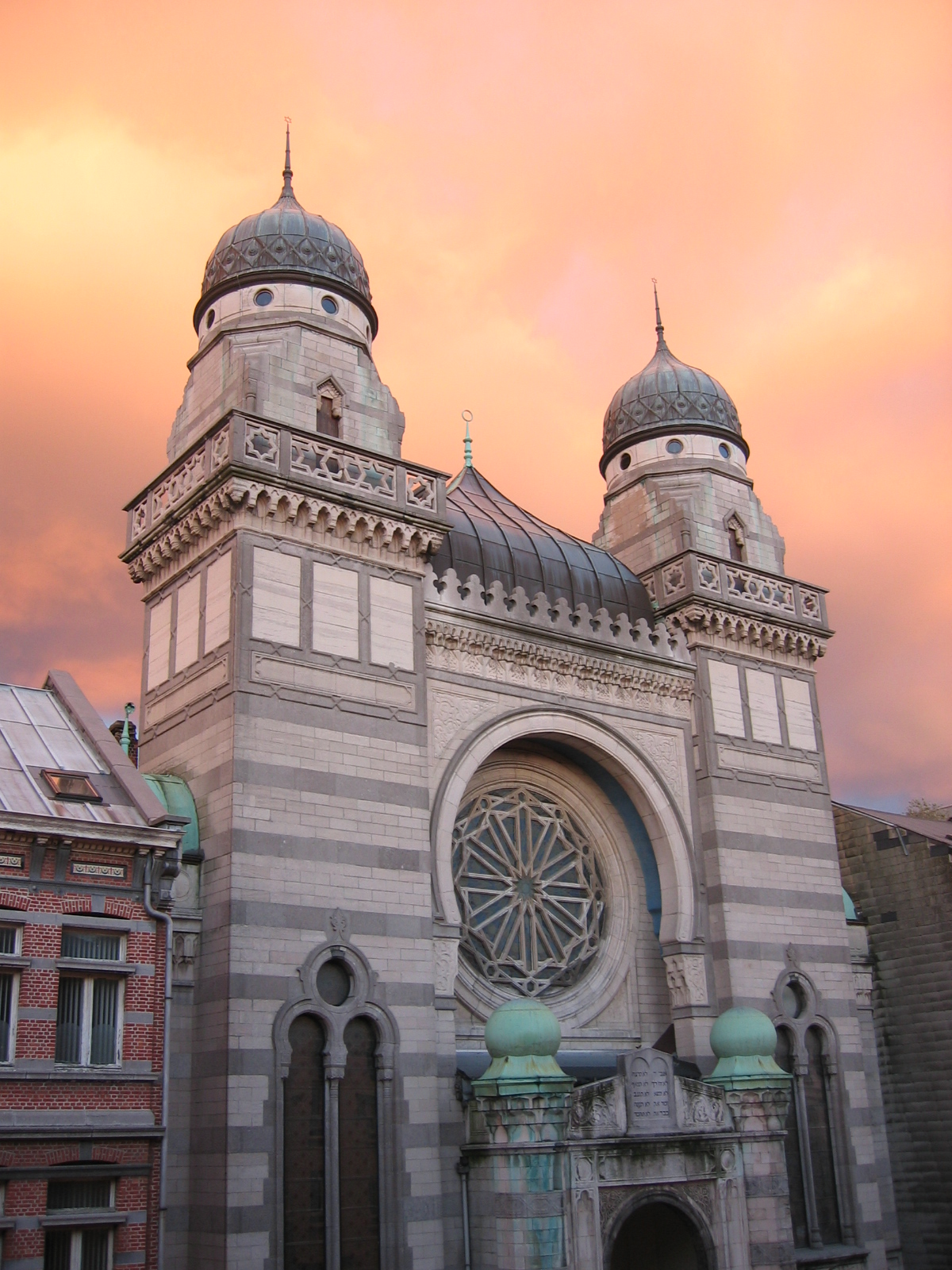
Synagoga v Antverpách

Židé a judaismus má v Belgii dlouhou historii od 1. století n. l. do současnosti. Před 2.světovou válkou se v Belgii nacházelo téměř 100 000 obyvatel židovského vyznání, po jejím konci zhruba polovina. Belgie však byla vůči Židům vždy méně přívětivá. Přestože byla roku 1831 Židům ústavně přiznána svoboda vyznání, všeobecné cítění bylo proti nim a například i získat belgické občanství bylo velice obtížné. K roku 2006 se v Belgii nachází 31 200 osob židovského vyznání a většina z nich se soustřeďuje do Bruselu a Antverp.